# 陈伸 (宋朝尚书)
陈伸（?—?）。庆元府鄞县（今浙江宁波市）人，南宋政治人物。

## 生平
任国子监祭酒，宋宁宗庆元初年，斥道学为伪学的争论发起，陈伸7次上疏陈辩拥护道学，被罢职，后又复起拜为吏部尚书。

## 家族
祖籍明州奉化县三石。祖父陈显，户部尚书，隐居鄞县蜜岩，始籍鄞县。父陈景宏（陈显三子）。
孙陈著，宋元大学者。四世孙陈桱，明初史学家。